# Ramón Echagüe y Méndez Vigo
Ramón Echagüe y Méndez Vigo, né le 15 novembre 1882 à Madrid et mort le 25 novembre 1937 à Madrid, est un militaire et homme politique espagnol, directeur de la Garde civile et ministre de la Guerre.